# Defesa em profundidade
A Defesa em profundidade, também designada por defesa elástica, é uma estratégia militar que procura adiar, em vez de fazer frente, o avanço do atacante, ganhar tempo e diminuir as baixas. Ao invés de derrotar o atacante com uma única e forte linha defensiva, a defesa em profundidade tem por base a ideia de desmotivar o ataque dada a distância criada entre o atacante e o atacado. O responsável pela estratégia analisa a defesa face ao ataque, e vice-versa, do terreno de operações, tendo por base variáveis como as suas tropas, o objectivo, o esforço e as implicações ao nível logístico e económico, e define o ataque dividindo as suas forças por escalões.

## Primeira Guerra Mundial
Este conceito de doutrina de defesa, foi desenvolvido pelas forças alemãs na Primeira Guerra Mundial, e integrava o manual Grundsätze für die Abwehrschalacht im Stellungskirieg  (Os princípios do comando na batalha defensiva na guerra de posição), publicado em Dezembro de 1916, pelo quartel-general da Frente Oriental, coe implementado em 1917. A logística da defesa em profundidade podia consistir em cinco linhas defensivas com trincheiras a servir de ligação, uma zona mais avançada com 500 m a 1000 m, que servia de zona de terreno de difícil progressão, uma outra zona de combate de 2 km e, por fim, uma área protegida peça artilharia. Deste modo, assiste-se a um conflito em que os diversos ramos das forças militares (infantaria, artilharia, engenharia, força aérea) se apoiam mutuamente em simultâneo: a engenharia abrindo caminho por entre obstáculos; a artilharia a dar apoio ao avanço da infantaria, tal como a força aérea.